# 음력 9월 30일
음력 9월 30일은 음력 9월의 30번째 날이다.

## 문화
- 1998년 - 금강산 관광 시작(금강호 출항).
- 2005년 - 대한민국 춘포역이 현존하는 최고(最古)의 역사로서 근대문화유산 등록문화재로 지정되었다.

## 탄생
- 1917년 - 대한민국의 제5~9대 대통령 박정희.
- 1969년 - 대한민국의 배우 정준호.
- 1996년 - 대한민국의 배우 김혜윤.

## 사망
- 1999년 - 대한민국의 배우 김성찬.

## 같이 보기
- 음력 360일: 1월 2월 3월 4월 5월 6월 7월 8월 9월 10월 11월 12월
- 전날:9월 29일 다음날:10월 1일 - 전달:8월 30일 다음달:10월 30일
- 양력:9월 30일
- 음력, 윤달